# Fever 333
Fever 333 es una banda de rock estadounidense formada en Inglewood, California, en 2017 por el ex vocalista de letlive. Jason Aalon Butler, el ex guitarrista de The Chariot, Stephen Harrison y el baterista de Night Verses, Aric Improta. Actualmente se conforma por Butler, la bajista April Kae, el guitarrista Brandon Davis y el baterista Thomas Pridgen, siendo Butler el único miembro original.
La banda lanzó su extended play (EP) Made an America el 23 de marzo de 2018. El grupo firmó con Roadrunner Records y 333 Wreckords.

## Historia

### Formación yMade an America(2017-2018)
Fever 333 realizó un improvisado espectáculo emergente en un camión de U-Haul en el estacionamiento de la panadería Randy's Donuts en Inglewood, California, el 4 de julio de 2017. La banda realizó tres temas nuevos inéditos. Jason Aalon Butler, Stephen Harrison y Aric Improta, miembros de Fever 333, insinuaron el proyecto musical y los días previos al espectáculo del mediodía.
Butler publicó una declaración sobre el anuncio de la formación de Fever 333 en una publicación de Instagram. "Para aquellos de ustedes que quieren un cambio, aquí hay una oferta para iniciar esa conversación. Muchas personas me han preguntado qué haré en el futuro; aquí hay una muestra de eso". Butler continuó: "Me encanta el arte. Me encanta ser músico. Me encanta el progreso. Y no soy ajeno a rechazar si creo que es necesario. Esta será una exhibición de todas las cosas que amo con personas de mentalidad afines para. a quien cuido profundamente. A todos los cansados, frustrados y valientes, únanse a nosotros ".
La banda lanzó su sencillo de debut, "We're Coming In", acompañado de un vídeo musical, que se estrenó en Alternative Press el 25 de agosto de 2017. El 29 de agosto, la banda lanzó otra canción, titulada "Hunting Season", que presenta una aparición no acreditada de Travis Barker. El 3 de noviembre de 2017, la banda lanzó la canción "Walking in My Shoes".
El 23 de marzo de 2018, Fever 333 lanzó su primer EP Made an America, sin ningún anuncio previo, en Roadrunner Records. Nathan Pike, el hermanastro de Harrison y gerente de 333 Wreckords, colaboró con los esfuerzos de mercadeo en.
El 28 de septiembre de 2018, la banda lanzó un remix oficial de su canción "Made an America", con el rapero Vic Mensa y el baterista de Blink-182 Travis Barker. También se lanzó un video musical para el remix en el canal oficial de la banda en Youtube. Dirigido por Brandon Dermer, el video en blanco y negro ve al vocalista Jason Butler actuando en un almacén, donde se le unen Mensa y Barker.

### Strength in Numb333rs(2019-2020)
En noviembre de 2018, se confirmó que la banda servirá como soporte principal para Bring Me the Horizon en su gira por el Reino Unido y Europa a fines de año.
El 9 de noviembre de 2018, la banda lanzó su nuevo sencillo "Burn It" junto con el anuncio de los detalles de su primer álbum llamado Strength in Numb333rs, que se lanzará el 18 de enero de 2019. El 7 de diciembre de 2018, la banda recibió una nominación al Grammy en Mejor interpretación de rock por "Made an America".
El 29 de mayo de 2019, fueron presentados en la canción "Scary Mask", un sencillo de Poppy. Su vídeo musical acompañante fue dirigido por Titanic Sinclair.  El 6 de diciembre de 2019, se publica "Blow Me", un sencillo de The Used con el vocalista Jason Aalon Butler.
Después del asesinato de George Floyd del 25 de mayo de 2020, la banda lanzó Long Live the Innocent el 3 de junio, una demostración política en vivo y una actuación musical. Las ganancias fueron donadas al Minnesota Freedom Fund y Black Lives Matter.  Durante la presentación estrenaron la canción inédita "Supremacy", que se lanzó oficialmente el 8 de junio.

### Wrong Generation, receso indefinido y nueva formación (2020-2023)
Fever 333 lanzó el sencillo Bite Back el 19 de octubre de 2020. El 23 de octubre de 2020, Fever 333 lanzó su segundo EP titulado Wrong Generation.
El 3 de octubre de 2022, el baterista Improta y el guitarrista Harrison anunciaron a través de publicaciones separadas de Instagram que dejarían la banda. Improta declaró que la decisión fue "en capas, pero en última instancia, preferiría dedicar mi tiempo a proyectos que funcionan de manera diferente a ese". Harrison citó diferencias creativas y que "las cosas estaban ebastante mal internamente" como parte de su razón para irse. En abril de 2024, formarían una nueva banda juntos, House of Protection.
El 10 de mayo de 2023, mediante redes sociales anuncian que la bajista April Kae, el guitarrista Brandon Davis (Ex Vanna, LionsLions, Inspirit) y el baterista Thomas Pridgen (The Mars Volta, Trash Talk) se estaran uniendo a Butler en la nueva etapa de Fever 333.

## Sonido e influencia
Su música combina elementos del punk rock y el hip hop, que Butler describió como ambos "arraigados en la subversión", citando influencias musicales como Rage Against the Machine, Public Enemy y Black Flag, e influencias ideológicas como Mahatma Gandhi, James Baldwin. y Ta-Nehisi Coates. Sus letras abordan temas de conciencia política y social, como el racismo, el sexismo y la homofobia.
Su música ha sido categorizada como rapcore, rap metal y hardcore punk. Algunas de sus canciones también presentan elementos de la música trap, y posteriormente se les clasifican como trap metal.

## Miembros
Miembros actuales
- Jason Aalon Butler - voces|percusión (2017–presente)
- April Kae - bajo (2023–presente)
- Brandon Davis - guitarra (2023–presente)
- Thomas Pridgen - batería, percusión (2023–presente)

Miembros anteriores
- Stephen Harrison - guitarra (2017–2022)
- Aric Improta - batería, percusión (2017–2022)

## Discografía
Álbumes de estudio
- 2019: Strength in Numb333rs
- 2024: Darker White

EPs
- 2018: Made an America

Sencillos
| Año  | Canción               | Posiciones    | Álbum                 |
| Año  | Canción               | US Main. Rock | Álbum                 |
| ---- | --------------------- | ------------- | --------------------- |
| 2018 | "Walking in My Shoes" | 8             | Made an America       |
| 2018 | "Trigger"             | —             | N/A                   |
| 2018 | "Made an America"     | 21            | Made an America       |
| 2018 | "Burn It"             | —             | Strength in Numb333rs |
| 2019 | "One of Us"           | 23            | Strength in Numb333rs |
| 2019 | "Kingdom"             | —             | N/A                   |

### Vídeos musicales
| Año  | Título                | Director                     | Ref.   |
| ---- | --------------------- | ---------------------------- | ------ |
| 2017 | "We're Coming In"     |                              | [ 24 ] |
| 2017 | "Walking in My Shoes" | Sky Stone                    | [ 25 ] |
| 2018 | "Trigger"             | Jason Goldwatch              | [ 26 ] |
| 2018 | "Made an America"     | Jason Aalon Alexander Butler | [ 27 ] |
| 2018 | "Burn It"             | DJay Brawner                 | [ 28 ] |
| 2019 | "One of Us"           | DJay Brawner                 | [ 29 ] |